# Eleodiphaga caffreyi
Eleodiphaga caffreyi là một loài ruồi trong họ Tachinidae.